# Liste des titres musicaux numéro un aux États-Unis en 2005
Cette page liste les titres musicaux ayant le plus de succès au cours de l'année 2005 aux États-Unis d'après le magazine Billboard.

## Historique
| Date         | Artiste(s)                      | Titre                 | Référence |
| ------------ | ------------------------------- | --------------------- | --------- |
| 1er janvier  | Mario                           | Let Me Love You       |           |
| 8 janvier    | Mario                           | Let Me Love You       |           |
| 15 janvier   | Mario                           | Let Me Love You       |           |
| 22 janvier   | Mario                           | Let Me Love You       |           |
| 29 janvier   | Mario                           | Let Me Love You       |           |
| 5 février    | Mario                           | Let Me Love You       |           |
| 12 février   | Mario                           | Let Me Love You       |           |
| 19 février   | Mario                           | Let Me Love You       |           |
| 26 février   | Mario                           | Let Me Love You       |           |
| 5 mars       | 50 Cent featuring Olivia        | Candy Shop            |           |
| 12 mars      | 50 Cent featuring Olivia        | Candy Shop            |           |
| 19 mars      | 50 Cent featuring Olivia        | Candy Shop            |           |
| 26 mars      | 50 Cent featuring Olivia        | Candy Shop            |           |
| 2 avril      | 50 Cent featuring Olivia        | Candy Shop            |           |
| 9 avril      | 50 Cent featuring Olivia        | Candy Shop            |           |
| 16 avril     | 50 Cent featuring Olivia        | Candy Shop            |           |
| 23 avril     | 50 Cent featuring Olivia        | Candy Shop            |           |
| 30 avril     | 50 Cent featuring Olivia        | Candy Shop            |           |
| 7 mai        | Gwen Stefani                    | Hollaback Girl        |           |
| 14 mai       | Gwen Stefani                    | Hollaback Girl        |           |
| 21 mai       | Gwen Stefani                    | Hollaback Girl        |           |
| 28 mai       | Gwen Stefani                    | Hollaback Girl        |           |
| 4 juin       | Mariah Carey                    | We Belong Together    |           |
| 11 juin      | Mariah Carey                    | We Belong Together    |           |
| 18 juin      | Mariah Carey                    | We Belong Together    |           |
| 25 juin      | Mariah Carey                    | We Belong Together    |           |
| 2 juillet    | Carrie Underwood                | Inside Your Heaven    |           |
| 9 juillet    | Mariah Carey                    | We Belong Together    |           |
| 16 juillet   | Mariah Carey                    | We Belong Together    |           |
| 23 juillet   | Mariah Carey                    | We Belong Together    |           |
| 30 juillet   | Mariah Carey                    | We Belong Together    |           |
| 6 août       | Mariah Carey                    | We Belong Together    |           |
| 13 août      | Mariah Carey                    | We Belong Together    |           |
| 20 août      | Mariah Carey                    | We Belong Together    |           |
| 27 août      | Mariah Carey                    | We Belong Together    |           |
| 3 septembre  | Mariah Carey                    | We Belong Together    |           |
| 10 septembre | Mariah Carey                    | We Belong Together    |           |
| 17 septembre | Kanye West featuring Jamie Foxx | Gold Digger           |           |
| 24 septembre | Kanye West featuring Jamie Foxx | Gold Digger           |           |
| 1er octobre  | Kanye West featuring Jamie Foxx | Gold Digger           |           |
| 8 octobre    | Kanye West featuring Jamie Foxx | Gold Digger           |           |
| 15 octobre   | Kanye West featuring Jamie Foxx | Gold Digger           |           |
| 22 octobre   | Kanye West featuring Jamie Foxx | Gold Digger           |           |
| 29 octobre   | Kanye West featuring Jamie Foxx | Gold Digger           |           |
| 5 novembre   | Kanye West featuring Jamie Foxx | Gold Digger           |           |
| 12 novembre  | Kanye West featuring Jamie Foxx | Gold Digger           |           |
| 19 novembre  | Kanye West featuring Jamie Foxx | Gold Digger           |           |
| 26 novembre  | Chris Brown                     | Run It!               |           |
| 3 décembre   | Chris Brown                     | Run It!               |           |
| 10 décembre  | Chris Brown                     | Run It!               |           |
| 17 décembre  | Chris Brown                     | Run It!               |           |
| 24 décembre  | Chris Brown                     | Run It!               |           |
| 31 décembre  | Mariah Carey                    | Don't Forget About Us |           |